# Koury (Burkina Faso)
Pour les articles homonymes, voir Koury.
Koury est une localité située dans le département de Sono de la province de la Kossi dans la région de la Boucle du Mouhoun au Burkina Faso.